# Заборк
Заборк (словен. Zabork) је насељено место у општини Зрече, Савињска регија, Словенија.

## Историја
До територијалне реорганизације у Словенији био је у саставу старе општине Словенске Коњице. Као самостално насеље Заборк постоји од 1998. године. Настао је издвајањем дела из насеља Странице.

## Становништво
У попису становништва из 2011. године, Заборк је имао 67 становника.
| Број становника према пописима | Број становника према пописима |
| ------------------------------ | ------------------------------ |
| 2002                           | 2011                           |
| 58                             | 67                             |

Напомена: Године 1998. настала издвајањем дела из насеља Странице.